# Gran Teatro Geox
Il Gran Teatro Geox è un padiglione di Padova dedicato a spettacoli dal vivo. All'esterno è stata allestita nel 2017 l'Arena Live, una struttura all'aperto che in estate ospita a sua volta eventi dal vivo.

## Storia
Inaugurato il 7 novembre 2009 con il concerto dei Porcupine Tree, il Gran Teatro è stato progettato e costruito dalla società padovana Zed! Entertainment’s World. Si tratta di un arco-struttura autoportante, senza ingombri interni.
Il 15 ottobre 2010 la struttura viene ribattezzata Gran Teatro Geox. Il teatro è dotato di un palcoscenico di 26 metri, con oltre 2500 posti seduti, tutti frontali, con platea e tribuna digradanti. In occasione di grandi eventi, con il parterre in piedi, la capienza è superiore.
Nell'autunno del 2013, a seguito di una serie di interventi strutturali, è stato aperto il nuovo Geox Live Club, sala che si trova all'interno del teatro destinata ad accogliere sia eventi acustici o che necessitano di uno spazio più raccolto, sia concerti come quelli de I Cani, Brunori Sas, Hardcore Superstar e Le luci della centrale elettrica.
Nel 2016 viene inaugurato il format Live Dinner con un nuovo allestimento e grandi tavoli rotondi, una tipologia di evento già in voga negli Stati Uniti. Nel febbraio dello stesso anno, la struttura raggiunge il traguardo di 500 eventi organizzati.

## Caratteristiche
Con i suoi 4800 m² (100 metri per 48), il Gran Teatro Geox è uno dei più grandi spazi dedicati allo spettacolo dal vivo in Italia ed Europa.

## Eventi

### Musica
Tra i più famosi musicisti che si sono esibiti al Gran Teatro Geox vi sono il premio Nobel Bob Dylan, Kylie Minogue, Giorgia, Paolo Conte, Ligabue, Beady Eye, Noemi, Crosby, Stills & Nash, Roger Daltrey, Wilco, Elisa, Emma Marrone, Litfiba, Alice Cooper ,Brit Floyd, Anastacia, James Taylor, Megadeth, Slayer, Korn, Slash, Kasabian, Marilyn Manson, Esperanza Spalding, Giovanni Allevi, Dave Matthews e Tim Reynolds, i Massive Attack, Ryūichi Sakamoto, Pooh, Imagine Dragons, Yes, Ian Anderson, Queen + Adam Lambert, Salmo e molti altri. Umberto Tozzi ha registrato qui Ma che spettacolo, il primo DVD live della carriera, in occasione del suo concerto del 1º dicembre 2012. A maggio 2014 Rita Pavone registra al Gran Teatro Geox un videoclip, durante il concerto di ritorno sulle scene.
Il 2 febbraio 2016 il Gran Teatro Geox ha ospitato l'unica data italiana del tour degli Slipknot e il concerto di Brian May e Kerry Ellis. La stagione 2016 si concluse con le esibizioni di alcuni famosi artisti italiani (Gianna Nannini, Francesco De Gregori, Gigi D'Alessio, Alex Britti, Elio e le Storie Tese) e star internazionali (Marcus Miller in concerto con Enzo Avitabile, Elvis Costello, Yes nel tour di Fragile & Drama).

### Musical
Oltre alla musica, il Gran Teatro Geox ha ospitato anche musical, come Jesus Christ Superstar, Romeo e Giulietta - Ama e cambia il mondo, Cats e Flashdance, oltre a spettacoli di danza (Momix, Parson's dance, Trockadero, Eleonora Abbagnato, Balletto di San Pietroburgo). Nel 2016 si sono tenute due repliche del musical Rapunzel con Lorella Cuccarini.

### Teatro
Si sono esibiti attori comici come Fiorello, Antonio Albanese, Giorgio Panariello, Corrado Guzzanti, Ale e Franz, Beppe Grillo, Enrico Brignano, Giuseppe Giacobazzi, Aldo Giovanni e Giacomo, Daniele Luttazzi.
Il Gran Teatro Geox ha anche ospitato la notte di Capodanno 2012 il ritorno di Gianni Morandi, dopo 4 anni dall'ultima esibizione live. All'inizio del 2016 Rosario Fiorello è tornato ad esibirsi a Padova il 5 e 6 febbraio, in concomitanza con il 500º show realizzato presso il teatro. Per l'occasione anche l'area esterna è stata rinnovata con una nuova pavimentazione e l'allestimento di una fontana colorata. Il 14 maggio 2016 il Gran Teatro Geox è tappa del tour di Beppe Grillo, nel suo ritorno agli spettacoli dopo la parentesi attivista con il Movimento 5 Stelle. Cinque giorni dopo, Dario Fo sceglie il teatro di Padova per la messa in scena di Mistero buffo.

### Eventi istituzionali
Il Gran Teatro Geox ospita annualmente la riunione di Confindustria del Veneto e eventi di carattere politico-istituzionale, come l'Assemblea Generale del settore metalmeccanico, e aziendali, come la convention di Mediolanum e della Banca del Padovano. Il 5 novembre 2016 si è tenuto il meeting annuale del Cuamm, alla presenza del Presidente della Repubblica Sergio Mattarella.

### Live Senza Barriere
Il 5 aprile 2014 Arturo Brachetti, ospite in quei giorni in teatro, è stato il padrino del progetto "Live senza Barriere" che prevede il servizio di bilinguismo simultaneo per le persone affette da handicap uditivi, parcheggi riservati, e postazioni adatte a vari tipi di handicap, oltre ad un servizio di ristorazione capace di rispettare le diverse abitudini alimentari.

## Area Outdoor
Anche all'esterno del Gran Teatro si tengono spettacoli dal vivo in uno spazio denominato Area Outdoor. In tale spazio è stata inaugurata nel 2017 la Live Arena, una struttura all'aperto dotata di palco, tribune e platea.

### Irlanda in Festa
Dal 2013 presso l'area spettacoli interna ed esterna al Gran Teatro Geox si tiene ogni anno la manifestazione Irlanda in Festa, evento in concomitanza con il St. Patrick's Day che celebra la musica, la cultura, il folklore e la gastronomia irlandese.

### Streeat
A giugno 2015 l'area esterna ha ospitato la tappa padovana di Streeat FoodTruck Festival, la manifestazione itinerante dedicata al cibo internazionale servito su veicoli o strutture mobili.

### Postepay Sound Padova
La Live Arena fu inaugurata nel 2017 con l'evento musicale Postepay Sound Padova che fino all'anno precedente si teneva nel piazzale antistante la Villa Contarini di Piazzola sul Brenta. Tra gli ospiti della prima edizione padovana vi sono stati David Guetta, 2Cellos, Il Volo, Benji & Fede e i Kasabian.